# 苫米地俊博
苫米地 俊博（とまべち としひろ、1916年6月30日 - 2010年10月20日）は、日本の実業家。三菱商事副社長、米国三菱商事社長、三菱自動車工業副会長、国際大学理事長、ニューヨーク日本商工会議所会頭などを歴任した。

## 人物・経歴
北海道小樽市出身。1941年東京商科大学（現一橋大学）卒業、三菱商事入社。大学在学中、日米学生会議に参加し、宮澤喜一（のちに内閣総理大臣）、奈良靖彦（のちに駐カナダ大使）、山室勇臣（のちに三菱銀行副頭取）らと交遊を持った。財閥解体後、奈良らとともに、野間省一講談社社長の協力を得て貿易会社・飛鳥（「奈良」から「飛鳥」を連想して命名）を設立し、宮澤の弟宮澤泰（のちに駐西ドイツ大使）なども参画したが、1年で倒産した。1954年再結集した三菱商事に入社。1969年米国三菱商事取締役副社長。1971年三菱商事取締役。1975年三菱商事常務取締役総務人事本部長。1978年日本化成取締役。1979年三菱商事取締役副社長、米国三菱商事取締役社長。1983年藍綬褒章受章、三菱自動車工業取締役副会長。1986年三菱自動車工業取締役相談役。1989年国際大学理事長。経済同友会国際関係委員会副委員長、ニューヨーク日本商工会議所会頭なども務めた。

## 親族
苫米地英俊衆議院議員は父。母は英語学者佐久間信恭の娘。認知科学者の苫米地英人は甥。財務官僚飯島健司は娘婿。